# Lord-lieutenant du pays de Galles
Le lord-lieutenant du pays de Galles était un office associé au lord-président de la Council of Wales and the Marches jusqu'à sa suppression en 1689. Les lord-présidents du pays de Galles étaient également lord-lieutenants du pays de Galles, sauf pour les années 1602-1629, lorsque le comté de Glamorgan (ainsi que le Marcher county de Monmouthshire) formaient une lieutenance distincte. Avant la guerre civile anglaise, les lord-présidents étaient aussi lord-lieutenant du Herefordshire, Monmouthshire, Shropshire et Worcestershire, sauf comme mentionné ci-dessus. Cependant, cette pratique ne s'est pas poursuivie après la Restauration anglaise en 1660.
Le dernier lord-président, Charles Gérard, 1er Comte de Macclesfield, a conservé la lord-lieutenance de tout le pays de Galles jusqu'à sa mort en 1694, quand les comtés de North Wales ont été placés sous le contrôle de William Stanley, 9e comte de Derby et South Wales sous le contrôle de Thomas Herbert, 8e comte de Pembroke.

## Lord Lieutenants du pays de Galles
| Années                               | Lord Lieutenant |
| ------------------------------------ | --- |
| 24 février 1587 – 19 janvier 1601    | Henry Herbert, 2e comte de Pembroke (comprenant Herefordshire, Monmouthshire, Shropshire et Worcestershire)                                                    |
| 20 juillet 1602 – 12 septembre 1607  | Edward la Zouche, 11e baron Zouche (Moins Glamorgan ; comprenant Herefordshire, Shropshire et Worcestershire)                                                  |
| 12 septembre 1607 – 7 mars 1617      | Ralph Eure, 3e baron Eure (Moins Glamorgan ; comprenant Herefordshire, Shropshire et Worcestershire)                                                           |
| 7 mars 1617 – 24 novembre 1617       | Thomas Gerard, 1er baron Gerard (Moins Glamorgan ; comprenant Herefordshire, Shropshire et Worcestershire)                                                     |
| 24 novembre 1617 – 24 juin 1630      | William Compton, 1er comte de Northampton (Moins Glamorgan jusqu'à 1629 ; comprenant Herefordshire, Shropshire et Worcestershire, et Monmouthshire après 1629) |
| 11 juillet 1631 – 1642               | John Egerton, 1er comte de Bridgewater |
| Interregnum                          | |
| 22 décembre 1660 – 20 juillet 1672   | Richard Vaughan, 2e comte de Carbery |
| 20 juillet 1672 – 22 mars 1689       | Henry Somerset, 1er duc de Beaufort |
| 22 mars 1689 – 7 janvier 1694        | Charles Gerard, 1er comte de Macclesfield |
| Séparé en North Wales et South Wales | |